# 医学講座
『医学講座』（いがくこうざ）は、ラジオNIKKEI第1放送の『メディカルワイド』枠で放送されている医療情報番組である。企画：日本医師会。放送時間は毎週火曜 23:30 - 23:50 （日本標準時,2019年4月現在）。

## 概要
1954年8月の開局時（日本短波放送時代）から放送されている長寿番組。医師・薬剤師・看護師などの医療従事者に向けて最新医療技術の解説を行っている。
少なくとも2002年ごろまではほぼ毎日放送され、日曜には『特別医学講座』という30分の関連番組も放送されていたが、後の放送枠縮小とともに放送頻度が大幅に縮小。以後は、週2回(火・木)、2018年以降、週1回のペースで放送されている。